# Bézu-le-Guéry
Bézu-le-Guéry es una comuna francesa, situada en el departamento de Aisne, de la región de Alta Francia.

## Demografía
| 149 | 153 | 121 | 138 | 165 | 204 | 243 | 260 |
| Para los censos de 1962 a 1999 la población legal corresponde a la población sin duplicidades (Fuente: INSEE [Consultar]) |     |     |     |     |     |     |     |